# Isostasius inserens
Isostasius inserens är en stekelart som först beskrevs av Kirby 1800.  Isostasius inserens ingår i släktet Isostasius och familjen gallmyggesteklar. Arten är reproducerande i Sverige. Inga underarter finns listade i Catalogue of Life.